# ФК Фортуна (Ситард)
Фортуна (на нидерландски: Fortuna Sittard) е холандски професионален футболен клуб от град Ситард. Основан на 1 юли 1968 г. след сливането на „Фортуна '54“ и „Ситардия“. „Фортуна 54“ е ставала шампион на Холандия и е печелила и Купата на Холандия. Домакинските си срещи отбора играе на стадион „Оферманс Йоостен“, с капацитет 12,5 хил. зрители.

## Успехи
- Купа на Холандия:
- Носител (2): 1957, 1964
- Полуфиналист (2): 1984, 1999
- Еерстедивиси:
- Шампион (4): 1959, 1964, 1966, 1995
- Промоция в Ередивиси: 1982

## Бивши играчи
- Матю Амоа
- Вилфред Баума
- Марк ван Боммел
- Фас Вилкес
- Ерик Мейер
- Франс де Мюнк
- Патрик Пауве
- Фернандо Риксен
- Хуб Стевенс
- Вилберт Сюврейн
- Кор ван дер Харт
- Рюд Хесп
- Кевин Хофленд

## Български футболисти
- Камен Хаджиев: 2016/17 (34 мача - 2 гола)

## Бивши треньори
- Пим Вербек
- Хенк Висман
- Берт ван Марвейк